# Ключко Анна Іванівна
Анна Іванівна Франко, у шлюбі Ключко (9 серпня 1892 — 24 квітня 1988, Торонто) — українська громадська діячка, письменниця, мемуаристка, публіцистка, медсестра, працівниця МВС УНР.

## Життєпис

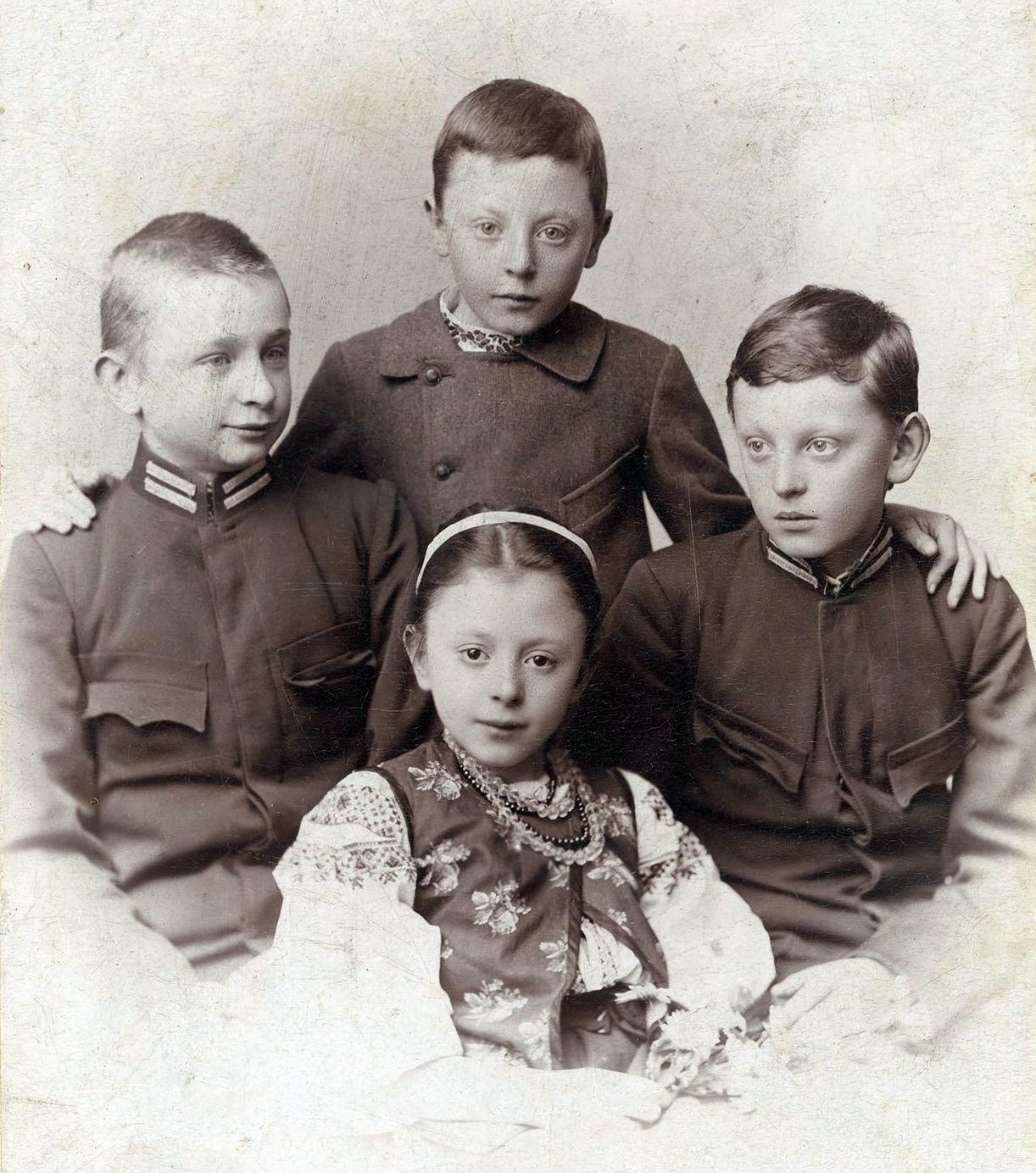
Діти Івана Франка. Зліва Андрій, Петро, Тарас, у центрі Ганна. 1902 р.

Народилася 9 серпня 1892 року в родині Івана Франка. Закінчила Учительську семінарію (1912)[яку?].
Працювала урядницею у страхово-кредитному товаристві «Дністер», відвідувала курси медсестер під керівництвом Євгена Озаркевича.
У червні 1914 р., щоб на деякий час відпочити від матері Ольги Франко, психічний розлад якої посилився після раптової смерті найстаршого сина Андрія, ненадовго поїхала до дядька Володимира Ігнатовича в с. Плютенці біля Білої Церкви, однак з вибухом Першої світової війни не мала можливості перетнути фронт і повернутися додому.
Через місяць перебралася до Києва, де працювала сестрою милосердя в місцевому госпіталі. Там її застала звістка про смерть батька. На першу річницю смерті на її прохання Митрополит Андрей Шептицький відправив у Києві панахиду за Іваном Франком.
Разом із своїм дядьком та Євгеном Чикаленком допомагала українським арештантам. На запрошення Володимира Винниченка працювала в Міністерстві внутрішніх справ УНР. Входила до складу ревізійних органів Українського центрального Галицько-Буковинського комітету допомоги жертвам війни при УЦР. Провадила курси української мови для вояків та неграмотних громадян. Водночас відвідувала вечірні лекції у Київському університеті. Її часто бачили на маніфестаціях, мітингах на підтримку соборності та незалежності держави.
У січні 1919 р. виїхала до Берліна з Місією Червоного Хреста для допомоги українським полоненим. Там пошлюбила лікаря Петра Ключка. До 1939 р. жила у с. Довге на Закарпатті (тодішня Чехословацька республіка; нині Іршавський район Закарпатської області). Народила синів Тараса (1920) і Мирона (1922).
У 1945 р. у Відні енкаведисти «за співпрацю з нацистами» заарештували її чоловіка. Анні вдалося виклопотати звільнення для нього на хвилі святкування ювілею Івана Франка в 1946 р., однак після жорстоких побоїв у тюрмі він в скорому часі помер.
У 1948 р. виїхала до Канади, поселилася в Торонто, працювала медсестрою у шпиталях. Через її націоналістичні погляди, активну громадську позицію, участь у культурно-просвітницькій діяльності Комітету українців Канади спецслужби СРСР заборонили їй приїхати на столітній ювілей Івана Франка в 1956 р.
Але у 1967 і 1971 роках їй вдалося відвідати Україну, тодішню УРСР.
Померла 24 квітня 1988 року в Торонто. Похована на кладовищі «Проспект».

## Творчість
Авторка оповідань «Цвіт яблуні», «Фантазія», «Різдвяний подарунок»; казки «Кришталева королівна»; нарисів, мемуарів «Іван Франко і його родина» (1956), «Рукописи Івана Франка в Канаді» (1957), «Франкові листи» (1967); нарисів «Великдень у Карпатській Україні», «Поїздка до Вінніпега», «Тепло рідного краю»; статей «Література для дітей у творчості Івана Франка», «Франко й Ґанді»; трактату «В обороні правди».
Окремі видання:
- Франко-Ключко А. Іван Франко і його родина: Спомини. — Торонто: Ліга визволення України,1956. — 130 с.
- Франко-Ключко А. Писання. — Дрогобич, 2006. — 378 с.
- Франко-Ключко А. Рукописи Івана Франка в Канаді. — Вінніпег, 1957. — 16 с.